# Rhodafra cleopatra
Rhodafra cleopatra är en fjärilsart som beskrevs av Misk. 1891. Rhodafra cleopatra ingår i släktet Rhodafra och familjen svärmare. Inga underarter finns listade.